# Curva BP
La curva BP, in economia, è il luogo geometrico dei punti che indica tutte le combinazioni di tasso d'interesse (r) e il livello del reddito (Y) per le quali la bilancia dei pagamenti è in equilibrio.

## Andamento

### Curva crescente

#### Variazioni del reddito
La curva ha (in caso di mobilità dei capitali imperfetta) un andamento crescente. Per spiegare questo andamento si può fare riferimento al grafico qui accanto. Quando il reddito aumenta (ceteris paribus), l'equilibrio si sposta dal punto E al punto P. In questo caso ci troviamo in un punto in cui la bilancia dei pagamenti è in passivo, in quanto sono aumentate le importazioni e, nel punto P, non sono compensate da un adeguato ingresso di capitali. Per far sì che questi capitali entrino nel paese in questione, bisognerà attirarli con prospettive di rendimento migliori e, cioè, con rialzi del tasso d'interesse. L'ingresso di capitali (con un peggioramento delle passività finanziarie nette sull'estero) ci porta nella posizione EI, che è una posizione di equilibrio. 
Nel caso in cui il reddito diminuisce (sempre ceteris paribus), l'equilibrio si sposta nel punto A, cioè in un punto in cui vi è un attivo della bilancia dei pagamenti. Visto il surplus commerciale è possibile avere un equilibrio della bilancia dei pagamenti con un tasso di interesse minore (che comporta minori oneri finanziari per gli indebitati). Questo porterà la situazione in equilibrio nel punto EI I.

#### Variazioni del tasso d'interesse
Vediamo ora i casi di variazioni, ceteris paribus, del tasso d'interesse. Quando il tasso d'interesse sale, aumenta l'afflusso di capitali. Si ha così un attivo (nel punto A). In cambi flessibili, l'afflusso di capitali provoca un apprezzamento del tasso di cambio della valuta nazionale rispetto all'estero. La riduzione delle esportazioni o l'aumento delle importazioni porteranno ad una riduzione del reddito (faranno contrarre la curva IS verso sinistra). Ci si ritrova così nel punto E I.
Nel caso di riduzione del tasso d'interesse, si ha un deflusso di capitali. Il passivo (punto P) della bilancia dei pagamenti dovuto a tale deflusso porta ad un deprezzamento della valuta nazionale. Ne consegue un miglioramento della posizione commerciale verso l'estero (movimento della curva IS verso destra) con un aumento del reddito. Il punto E I I è un nuovo punto di equilibrio.
Nel grafico, la variazione del tasso di interesse è provocata da una variazione nella politica monetaria (curva LM). In dottrina, in cambi flessibili, questa politica è considerata come la più efficace proprio perché sfrutta le variazioni nel tasso di cambio.

### Curva orizzontale

#### Perfetta mobilità dei capitali (PMK)
Nei casi di perfetta mobilità dei capitali, la curva BP è orizzontale. Questo perché, in perfetta mobilità dei capitali, il tasso d'interesse non può variare rispetto al tasso d'interesse internazionale. Basterà un minimo movimento del tasso d'interesse per provocare un afflusso o un deflusso "incipiente" di capitali che non si fermerà fino a quando il tasso non raggiungerà il livello di quello internazionale.